# Vince Vieluf
Vince Vieluf est un acteur américain né le 10 novembre 1970 à Joliet, Illinois (États-Unis).

## Cinéma
- 1997 : Le Loup-garou de Paris (An American Werewolf in Paris) : Brad
- 1998 : Chick Flick
- 1998 : Clay Pigeons : Deputy Barney
- 1999 : Sleeping Beauties : Vince
- 2000 : Dropping Out : Andrew
- 2000 : Everything Put Together : Jim
- 2001 : Rat Race : Blaine Cody
- 2002 : Four Reasons : Pharmacist
- 2003 : Sexe, Lycée et Vidéo (After School Special) : Tom 'Coop' Cooperman
- 2003 : Grind (Ça planche!) : Matt Jensen
- 2004 : Mojave : Reno
- 2006 : Firewall : Pim
- 2007 : Big Movie (Epic Movie) : Wolverine

## Télévision
- 1997 : On the Edge of Innocence (TV) : Timothy 'Trader' Wells
- 2001 : Friends : Ned Morse (saison 7 épisode 18)
- 2003,2007 et 2009 : Les Experts (CSI: Crime Scene Investigation) : Connor Foster / Stoner Dude
- 2005 : Snow Wonder (TV) : Mario